# 마사키역 (에히메현)
마사키역(일본어: 松前駅)은 일본 에히메현 이요군 마사키정에 위치한 이요 철도 군추 선의 철도역이다. 역 번호는 IY 31이며, 단선 ·섬식 2면 3선 구조의 복합 승강장을 갖춘 지상역이다.

## 타는 곳
| 1 | ■ 군추 선            | 상행                 | 요고 · 마쓰야마시 방면 |                                                      |
| 2 | ■ 군추 선            | 하행                 | 군추코 방면            |                                                      |
| 3 | 현재는 사용하지 않음 | 현재는 사용하지 않음 | 현재는 사용하지 않음   | 가선이 없기 때문에, 기본적으로 전차는 입선되지 않음. |

## 이용 현황
| 연도 | 승차 인원 |
| ---- | --------- |
| 2003 | 1,084     |
| 2011 | 1,014     |
| 2012 | 906       |
| 2013 | 905       |
| 2014 | 948       |
| 2015 | 1,015     |

## 역 주변
- 마사키 정청
- 에히메 현립 이요 고등학교

## 인접 역
| 이요 철도 군추 선              | 이요 철도 군추 선 | 이요 철도 군추 선          |
| ------------------------------ | ----------------- | -------------------------- |
| IY 30 고이즈미 마쓰야마시 방면 | ■ 군추 선         | 지조마치 IY 32 군추코 방면 |